# راي أفيري
راي أفيري (بالإنجليزية: Ray Avery)‏ هو مصور أمريكي، ولد في 28 سبتمبر 1920 في كندا، وتوفي في 17 نوفمبر 2002.